# Glaxo

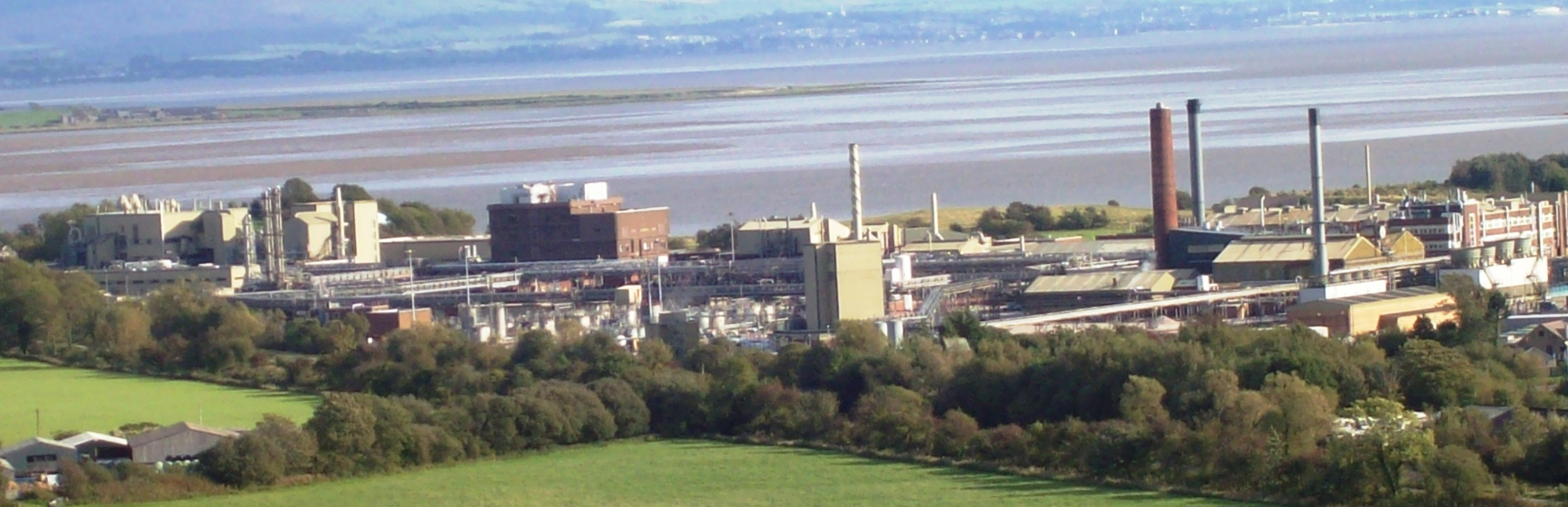
GlaxoSmithKline-Fabrik in Ulverston, Cumbria, England (2008)

Glaxo war ein neuseeländisches und später britisches Pharmazieunternehmen, welches 1873 gegründet wurde, 1995 in Glaxo Wellcome aufging und seit 2000 in GlaxoSmithKline, einem der weltweit umsatzstärksten Pharmaunternehmen, Bestand hat.

## Geschichte
Im Jahr 1873 gründete der aus einer orthodoxen jüdischen Familie im Londoner East-End stammende Joseph Edward Nathan (1835-), der während des Goldrausches nach Australien ausgewandert war und schon 1856 nach Neuseeland weiterzog, in Wellington die Handelsgesellschaft Joseph Nathan and Co. Nachdem er sich zunächst mit dem Handel mit Kolonialwaren beschäftigt hatte, suchte er bald Möglichkeiten, sein Unternehmen zu expandieren. Er machte Experimente mit Kühltransporten, im Jahr 1882 lieferte das Schiff Dunedin erstmals nahezu perfekt gekühlte Ware nach Großbritannien, Nathan wurde Chairman der Wellington Meat Export Company. Mitte der 1880er Jahre gründete er ein eigenes Büro in London, dem damaligen Zentrum des Welthandels. In der Folge gründete oder erwarb er insgesamt 17 Molkereien im Manawatu District. Aufgrund seines erweiterten Kapitalbedarfs wurde 1899 die Joseph Nathan and Company London Ltd registriert, die in der Folge Trockenmilch herstellte. 1904 wurde hierzu ein neues Trocknungsverfahren etabliert, in Bunnythorpe wurde unter dem neuen Markennamen Defiance eine neue Trockenmilchfabrik errichtet. Nachdem die erste Fabrik von einem Mitbewerber in Brand gesteckt worden war, entstand bald die Nachfolgefabrik. Auf der Suche nach einem Markennamen entschied man sich zunächst für "Lacto", da dieser aber bereits für verschiedene andere Unternehmungen reserviert war, entstand durch eine Buchstabenvertauschung der Markenname Glaxo, der am 27. Oktober 1906 registriert wurde.
Hauptzielgruppe des Unternehmens war die Säuglingsernährung, da in dieser Zeit die Gefahren der Frischmilch durch Verunreinigungen eine große Rolle spielte. Glaxo hatte ca. 300 Mitbewerber auf den Märkten des Vereinigten Königreiches. Mit einer 1908 auf der Titelseite der Londoner Daily Mail erschienenen Anzeige wurde der Slogan geprägt the food that builds bonny babies, der später größere Berühmtheit erlangen sollte. Zunächst wurden noch Verluste eingefahren, erst 1918 war der turnover erreicht, und ein Umsatz von 550.000 Pfund erzielt. 1908 waren Hebammen eingestellt worden, die das Glaxo Baby Book ins Leben gerufen hatten, eine Veröffentlichung, die sofort großen Anklang bei den Müttern fand und über die kommenden 60 Jahre hinweg herausgegeben wurde. Diese Form des Direktmarketing war neu für die Zeit und wurde vom Advertising World magazine als die most successful form of advertising of the present day bezeichnet. 1925 wurde der Name Glaxo in Virginia Woolfs Roman Mrs Dalloway erwähnt. Am 2. Mai 1912 starb Joseph Nathan an seinem Londoner Wohnsitz nahe dem Notting Hill Gate in London. Das Unternehmen wurde von seinen Söhnen weitergeführt.
1919 wurde der Pharmazeut Harry Jephcott eingestellt, der die Qualitätskontrollen verbesserte und dafür verantwortlich war, dass sich das Unternehmen für Arzneimittel zu interessieren begann. 1924, nachdem die Vitamine A und D entdeckt worden waren und das Problem der Vitaminmangelerkrankungen bewusst geworden war, brachte Glaxo mit Vitaminpräparaten seine ersten Arzneimittel auf den Markt. Seit 1934 wurde die Babynahrung Farex an den Markt gebracht, die vor allem in Neuseeland und Großbritannien schnell große Bekanntheit erlangte. In den frühen 1930er Jahren wurde die Unternehmensführung von Nathan's in Neuseeland nach London verlegt, 1935 wurde das Glaxo Department in Glaxo Laboratories umbenannt.
Seit 1946 wurden mit dem Penicillin das erste Antibiotikum der Firma Glaxo hergestellt, welches zeitweise Marktführer in Großbritannien werden sollte. Im gleichen Zeitraum wurden auch Tierprodukte und Tierimpfstoffe ins Sortiment aufgenommen. Ab 1964 wurde die revolutionäre brucella abortus-Impfung für Rinder produziert.
Bereits 1955 war das Energie- und Nahrungsergänzungsgetränk Complan eingeführt worden. 1968 erfolgte ein erster Merger mit der Übernahme des Unternehmens British Drug Houses (BDH).
Im 1974 wurde die historische Fabrik in Bunnythorpe geschlossen, die bis heute als historisches Gebäude erhalten ist.
Im Jahr 1995 wurde das Unternehmen Burroughs Wellcome & Company übernommen und mit Glaxo zum Unternehmen Glaxo Wellcome fusioniert. Später ist das Unternehmen in GlaxoSmithKline aufgegangen.

## Produkte
Als erstes medizinisches Produkt verkaufte Glaxo ein Vitamin-D-Präparat.
Später gelang dann der Durchbruch mit Zantac (Ranitidin).